# Chiese della Comunità della Paganella
Questa voce include tutte le chiese cristiane situate entro i confini della Comunità della Paganella, nella provincia autonoma di Trento. 
Gli edifici sono elencati in liste suddivise per comune; includono tredici chiese consacrate (sebbene non tutte officiate regolarmente), a cui si aggiungono alcune cappelle. Gli edifici di culto consacrati appartengono tutti alla confessione cattolica e fanno parte dell'arcidiocesi di Trento.

## Comune di Andalo
| Esterno  | Interno | Nome                                        | Periodo storico                                  | Ubicazione                                                  | Informazioni |
| -------- | ------- | ------------------------------------------- | ------------------------------------------------ | ----------------------------------------------------------- | --- |
|          |         | Chiesa di San Rocco                         | Citata XVI secolo, edificio odierno XIX secolo   | Andalo, via San Rocco 46°10′03.6″N 11°00′27.8″E             | Citata come "chiesetta campestre" nel 1580. Nel 1836 un'epidemia di colera colpì il Trentino, risparmiando Andalo; entro il 1839 la chiesetta venne quindi ricostruita più grande, come ringraziamento a Dio e a san Rocco. |
|          |         | Chiesa dei Santi Vito, Modesto e Crescenzia | Citata XVI secolo, edificio odierno XVIII secolo | Andalo, via don Faustino Tenaglia 46°09′56.3″N 11°00′20.2″E | Nel 1504 è citato un piccolo edificio che doveva risalire alla seconda metà del XV secolo; questo venne ampliato (o ricostruito) nel 1536, e poi riedificato ancora nel 1782-83. Il campanile subì danni durante la prima guerra mondiale; venne restaurato insieme con tutto l'edificio 1926-32, e sopraelevato; un altro restauro seguì nel 1950-57. È stata parrocchiale dal 1942 fino alla costruzione della nuova chiesa, omonima e adiacente. |
|          |         | Chiesa dei Santi Vito, Modesto e Crescenzia | XX secolo                                        | Andalo, piazza San Vito 46°09′55.4″N 11°00′21.2″E           | Parrocchiale. Costruita nel 1972-74, è omonima della precedente parrocchiale, a cui è collegata. |
| Cappelle |         |                                             |                                                  |                                                             | |
|          |         | Cappella della Madonna di Loreto            | XXI secolo                                       | Località Pian dei Sarnacli 46°09′49.36″N 10°59′18.31″E      | Costruita nel 2011, in occasione dell'arrivo di una statua della Madonna di Loreto in pellegrinaggio da Loreto |

## Comune di Cavedago
| Esterno          | Interno | Nome                                                         | Periodo storico   | Ubicazione                                             | Informazioni |
| ---------------- | ------- | ------------------------------------------------------------ | ----------------- | ------------------------------------------------------ | --- |
|                  |         | Chiesa di San Lorenzo                                        | XIX secolo        | Cavedago, piazza San Lorenzo 46°11′00.3″N 11°01′39.1″E | Parrocchiale. Costruita nel 1847-49 per far fronte all'aumento della popolazione locale, situata in quella che fu la frazione Mattè; i lavori cominciarono il 10 agosto, memoria di san Lorenzo, che venne quindi scelto come patrono. . |
|                  |         | Chiesa di San Tommaso                                        | XIII secolo       | Lungo la strada statale 421 46°11′10.2″N 11°01′18.3″E  | Chiesa cimiteriale. Il suo nucleo più antico, assieme al campanile, risale al XIII secolo; l'edificio venne notevolmente ampliato nel 1546-47, e nel 1744 venne riedificata la sagrestia. Essendo distante dal centro abitato, subì il furto di tutti gli arredi nel 1838, e nel 1868 venne danneggiata da un incendio. Il restauro, con conseguente riapertura al culto, avvenne nel 1874, ma nel 1971, a seguito di un'altra spoliazione, cadde in abbandono, terminato con un restauro nel 2002. |
| Chiese scomparse |         |                                                              |                   |                                                        | |
|                  |         | Cappella dei Santi Fabiano e Sebastiano, o cappella Malfatti | Citata XVI secolo | Maso Canton                                            | Esistente nel Cinquecento (vi venivano celebrati matrimonio fino al 1593); l'epoca della sua scomparsa è ignota |

## Comune di Fai della Paganella
| Esterno          | Interno | Nome                                                                                      | Periodo storico                                    | Ubicazione                                                         | Informazioni |
| ---------------- | ------- | ----------------------------------------------------------------------------------------- | -------------------------------------------------- | ------------------------------------------------------------------ | --- |
|                  |         | Chiesa di Santa Libera, o della Madonna della Libera, o di Santa Libera e dell'Addolorata | XX secolo                                          | Località Santel 46°10′37″N 11°03′13.2″E                            | Costruita a inizio Novecento, presso un'antica edicola votiva ("santèl") risalente forse al XVI secolo e demolita nel 1929.                                                                          |
|                  |         | Chiesa di San Nicolò                                                                      | Fondata XIII secolo, edificio odierno XVIII secolo | Fai della Paganella, piazza Italia Unita 46°10′45.2″N 11°04′15″E   | Parrocchiale. Risalente alla prima metà del XIII secolo, ma documentata a partire dal 1365; l'edificio venne totalmente ricostruito nel 1790-94, e nel 1865 venne rialzato il campanile.             |
|                  |         | Chiesa di San Rocco                                                                       | XIX secolo                                         | Fai della Paganella, piazza San Rocco 46°10′33.5″N 11°03′56.6″E    | Costruita nel 1855, a seguito dell'epidemia di colera di quell'anno; è stata ampliata nel 1957. |
| Cappelle         |         |                                                                                           |                                                    |                                                                    | |
|                  |         | Cappella dell'Ausiliatrice in Agro                                                        | XIX secolo                                         | Fai della Paganella, via Cesare Battisti 46°10′31.3″N 11°04′06.3″E | Costruita nel 1876. |
| Chiese scomparse |         |                                                                                           |                                                    |                                                                    | |
|                  |         | Chiesa di San Biagio                                                                      | XIX secolo                                         | Cortalta                                                           | Risalente forse al XV secolo e situata a Cortalta, la parte più antica dell'abitato di Fai, venne demolita nel 1790 e il materiale utilizzato per la ricostruzione della parrocchiale di San Nicolò. |

## Comune di Molveno
| Esterno  | Interno | Nome                              | Periodo storico                                 | Ubicazione                                          | Informazioni |
| -------- | ------- | --------------------------------- | ----------------------------------------------- | --------------------------------------------------- | --- |
|          |         | Chiesa di San Carlo Borromeo      | Fondata XVII secolo, edificio odierno XX secolo | Molveno, piazza San Carlo 46°08′30.9″N 10°57′58.5″E | Parrocchiale. La costruzione venne avviata entro il 1616 e completata nel 1630, aggregandola ad una torretta costruita dai conti Flavon nel XII secolo che venne reimpiegata come campanile; nel 1939-40 venne costruita la chiesa attuale, e nel 1948 venne demolita quella precedente, salvando solo il campanile che si trova quindi isolato in mezzo alla piazza. La chiesa venne gravemente danneggiata da un incendio nel 1976. |
|          |         | Chiesa di San Vigilio             | Fondata XIII secolo                             | Molveno, via Lungo Lago 46°08′28.54″N 10°57′55.22″E | Chiesa cimiteriale, citata nel 1300, e risalente alla fine del Duecento; l'edificio venne pesantemente rimaneggiato nel 1530-36. Nei secoli seguenti venne sottoposta a diversi restauri, e subì anche un periodo di abbandono tra il 1695 e il 1768. |
| Cappelle |         |                                   |                                                 |                                                     | |
|          |         | Cappella del Redentore            | XX secolo                                       | Località Spiaz del Pióf 46°09′11.38″N 10°58′28.27″E | Costruita nel 1990 su iniziativa dell'ANA di Molveno. |
|          |         | Cappella della Madonna Pellegrina | XX secolo                                       | Molveno, via Dolomiti 46°08′41.5″N 10°57′20.3″E     | Costruita tra il 1985 e il 1990, ristrutturando e trasformando un monumento ai caduti eretto nel 1957-58. |

## Comune di Spormaggiore
| Esterno          | Interno | Nome                                  | Periodo storico                                 | Ubicazione                                                    | Informazioni |
| ---------------- | ------- | ------------------------------------- | ----------------------------------------------- | ------------------------------------------------------------- | --- |
|                  |         | Chiesa dell'Immacolata di Lourdes     | XX secolo                                       | Maurina 46°13′16.8″N 11°02′15.2″E                             | Eretta in occasione dell'anno santo 1950. |
|                  |         | Chiesa della Natività di Maria        | XIX secolo                                      | Spormaggiore, piazza della Chiesa 46°13′07″N 11°02′51.1″E     | Parrocchiale. Costruita tra il 1867 e il 1875 per sopperire alla crescita della popolazione, demolendo parte della vecchia chiesa di San Vigilio e spostando il cimitero. Dovette essere sottoposta a restauro nel 1977-78, poiché gravemente danneggiata da una scossa di terremoto nel 1976. |
|                  |         | Chiesa di San Vigilio, o di San Luigi | Citata XIII secolo, edificio odierno XVI secolo | Spormaggiore, piazza della Chiesa 46°13′08.13″N 11°02′49.78″E | Una chiesa pievana è attestata a Spormaggiore indirettamente nel 1288, e direttamente nel 1309. Questo edificio venne ricostruito nei primi anni del Cinquecento, entro il 1537; nel 1719 venne aggiunta una cappella laterale dedicata alla Madonna per volontà dei conti Spaur. Nel 1868 l'abside e la sagrestia della chiesa, ormai insufficiente per contenere i fedeli, vennero demolite per far spazio alla nuova parrocchiale, a cui è collegata. La chiesa di San Vigilio venne ridotta a deposito fino al 1913, anno in cui venne restaurata e riaperta al culto. |
| Chiese scomparse |         |                                       |                                                 |                                                               | |
|                  |         | Cappella dei Santi Rocco e Sebastiano | XV secolo                                       | Spormaggiore, dove ora sorge la parrocchiale                  | Cappella cimiteriale quattrocentesca, demolita nel 1868 insieme con tutto il camposanto per far spazio alla nuova chiesa parrocchiale. |